# Башмаки (посёлок, Пермский край)
Башмаки — посёлок в Пермском крае России. Входит в Александровский муниципальный округ.

## География
Посёлок расположен на правом берегу реки Вильвы, в 500 м выше места впадения в неё реки Кизел, в 12.5 км по прямой к юго-юго-западу от города Александровска. К западной окраине посёлка примыкала одноимённая деревня, упразднённая в 2005 году.
уличная сеть
- Железнодорожная ул.,
- Зелёная ул.,
- Лесная ул.,
- Набережная ул.,
- Речная ул.,
- Центральная ул.,
- Школьная ул.

## История
С 2004 до 2019 гг. входил в  Александровское городское поселение Александровского муниципального района.

## Население
| 2010 |
| ---- |
| 34   |

## Инфраструктура
В посёлке находились магазин, хлебопекарня, столовая, дом культуры ИТУ. Школа находилась по адресу ул. Зелёная, 19.

## Транспорт
Автомобильный и железнодорожный (в пешей доступности) транспорт. В 3,5 км к востоку от посёлка расположен остановочный пункт Расик Свердловской железной дороги.